# Ghiacciaio Murray
Il ghiacciaio Murray è un ghiacciaio lungo circa 37 km situato sulla costa di Pennell, nella regione nord-occidentale della Dipendenza di Ross, in Antartide. In particolare, il ghiacciaio, il cui punto più alto si trova a circa 2200 m s.l.m., ha origine nella parte centrale dei monti dell'Ammiragliato e da qui fluisce verso nord-est, scorrendo lungo il versante orientale della dorsale Geikie, fino ad entrare nella baia di Robertson dopo aver unito il proprio flusso, vicino al suo termine, a quello del ghiacciaio Dugdale, in prossimità dell'isola del Duca di York.

## Storia
Il ghiacciaio Murray è stato mappato per la prima volta nel corso della spedizione Southern Cross, nota ufficialmente come "spedizione antartica britannica 1898–1900" e comandata da Carsten Borchgrevink, e battezzato proprio da quest'ultimo in onore di Sir John Murray, della spedizione Challenger, 1872-76.

## Galleria d'immagini
Di seguito una serie di immagini del ghiacciaio Murray realizzate nel 1899 dal capitano Borchgrevink e contenute nel libro First on the Antarctic continent: Being an account of the British Antarctic expedition, 1898-1900 dello stesso Borchgrevink:

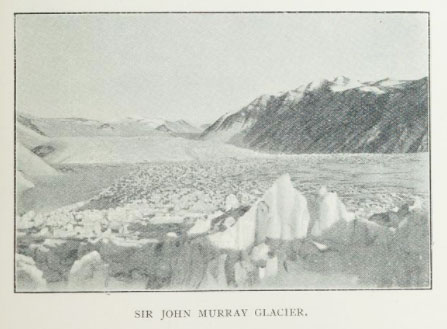
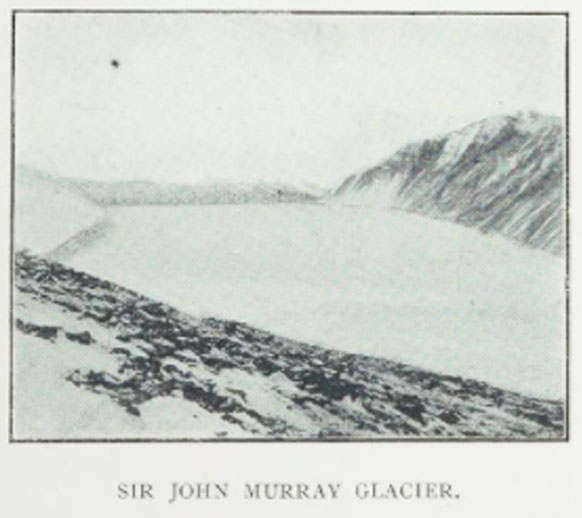